# هوانگ دائه-هئون
هوانگ دائه-هئون (کره‌ای: 황대헌؛ زادهٔ ۵ ژوئیهٔ ۱۹۹۹) اسکیت‌باز سرعت اهل کره جنوبی است.
از افتخارات وی میتوان به کسب مدال نقره اسکیت سرعت ۵۰۰ متر در بازی‌های المپیک زمستانی ۲۰۱۸ اشاره کرد.